# 이유없는 의심 (1956년 영화)
이유없는 의심(Beyond A Reasonable Doubt)은 미국에서 제작된 프리츠 랑 감독의 1956년 범죄, 드라마 영화이다. 데이너 앤드루스 등이 주연으로 출연하였고 버트 E. 프리드러브 등이 제작에 참여하였다. 프리츠 랑의 마지막 미국 영화다.

## 줄거리
살해 당한 나이트클럽 무용수 패티 그레이가 실은 수전 스펜서의 약혼남 톰 개럿의 숨겨진 아내였다는 사실이 밝혀지고, 톰이 범인으로 몰린다.

## 출연

### 주연
- 데이너 앤드루스 - 톰 개럿
- 조운 폰테인 - 수전 스펜서

### 조연
- 시드니 블래크머
- 아서 프란즈
- 에드워드 빈스
- 쉐퍼드 스트러드윅
- 로빈 레이먼드
- 바버러 니컬스
- 댄 세이모어
- 러스티 레인
- 칼튼 영
- 찰스 에번스
- 조 커크
- 조이스 테일러
- 필립 본너프
- 윌리엄 F. 레스터

## 제작진
- 미술: 캐럴 클라크
- 세트: 대럴 실베라